# Ituano Futebol Clube
Maillots
Actualités
Dernière mise à jour : 22 octobre 2024.
Ituano Futebol Clube est un club brésilien de football basé à Itu dans l'État de São Paulo.

## Histoire
Le club est fondé le 24 mai 1947 par des ouvriers de la compagnie de chemin de fer de l' Estrada de Ferro Sorocabana, le club se nomme Associação Atlética Sorocabana. Dans les années 60, le club a été renommé Ferroviário Atlético Ituano, et en 1990 il a été changé en Ituano Futebol Clube.
En 2002, Ituano est devenu champion de l'État de São Paulo, mais cette année-là les meilleurs clubs de l'État ne participaient pas au championnat.
En 2014, Ituano remporte le championnat d'État pour la deuxième fois après des victoires contre les clubs de première division Palmeiras et FC Santos. Ensuite, qualifié pour la Série D du championnat brésilien en 2015, le club n'a pu se maintenir. En 2021, le club remporte la Série C et est promu en Série B pour la saison 2022.

## Palmarès
- Champion de l'État de São Paulo en 2002 et 2014

## Joueurs emblématiques
- Jardel
- Gabriel Martinelli
- / Luiz Felipe